# Mennonisme au Mexique
Le mennonisme au Mexique est un mouvement mennonite au Mexique, avec 34 244 membres en 2018.

## Histoire

### Origines
Les ancêtres d'une grande majorité des mennonites du Mexique s'étaient installés dans l'Empire russe entre 1789 et 1804 après avoir vécu dans le delta de la Vistule. Même si ces mennonites ont des langues, coutumes et ascendances allemandes ou néerlandaises, ils sont généralement appelés mennonites russes (en) pour cette raison.
En 1873, 7 000 mennonites ont quitté l'Empire russe pour s'installer au Canada et plus précisément dans les provinces de Manitoba et de Saskatchewan. En 1917, quand un enseignement obligatoire, laïc et universel est mis en place, certains mennonites ont émigré. L'enseignement devait se faire en anglais, une langue que les plus conservateurs des mennonites considèrent comme une menace pour leur communauté et leur religion. Certains d'entre eux sont partis en Amérique du Sud, mais d'autres aussi au Mexique.
À partir de 1921, environ 6 000 mennonites conservateurs ont quitté les provinces canadiennes de Manitoba et de Saskatchewan pour s'installer dans le Nord du Mexique après avoir négocié certains privilèges avec le président Álvaro Obregón.
En 1921, 3 000 mennonites ont quitté la province canadienne de Manitoba pour s'installer à Chihuahua. En 1927, ils étaient 10 000 dans le pays, principalement à Chihuahua, Durango et Guanajuato.
Le premier train de mennonites est parti le 1er mars 1922 depuis Plum Coulee (en).

### Migration
Entre 1921 et 1925, 3 200 mennonites de la colonie Reinländer Gemeinde (Manitoba) et 1 200 de la région de Swift Current quittent le Canada pour s'installer dans le Nord du Mexique sur des terres de Ciudad Cuauhtémoc (en), dans l'État de Chihuahua et 950 mennonites de la colonie Hague-Osler (Saskatchewan) émigrent à Nuevo Ideal (en),,. En 1927, 7 000 autres mennonites quittent le Canada pour le Mexique. Au même moment, à partir de 1924, 200 familles de mennonites (c'est-à-dire environ 1 000 personnes) quittent l'URSS et ont essayé de s'installer au Mexique mais seules 6 d'entre elles sont restées.
Entre 1948 et 1952, 595 mennonites de la colonie Kleine Gemeinde (en) achètent et établissent la Quellenkolonie. Ils sont rejoints par 246 mennonites des provinces canadiennes de Manitoba et Saskatchewan mais la plupart d'entre eux rentrent rapidement au Canada ou quittent la colonie.
En 2012, environ 500 mennonites ont quitté Durango pour le Canada en raison de graves sécheresses.

### Colonies

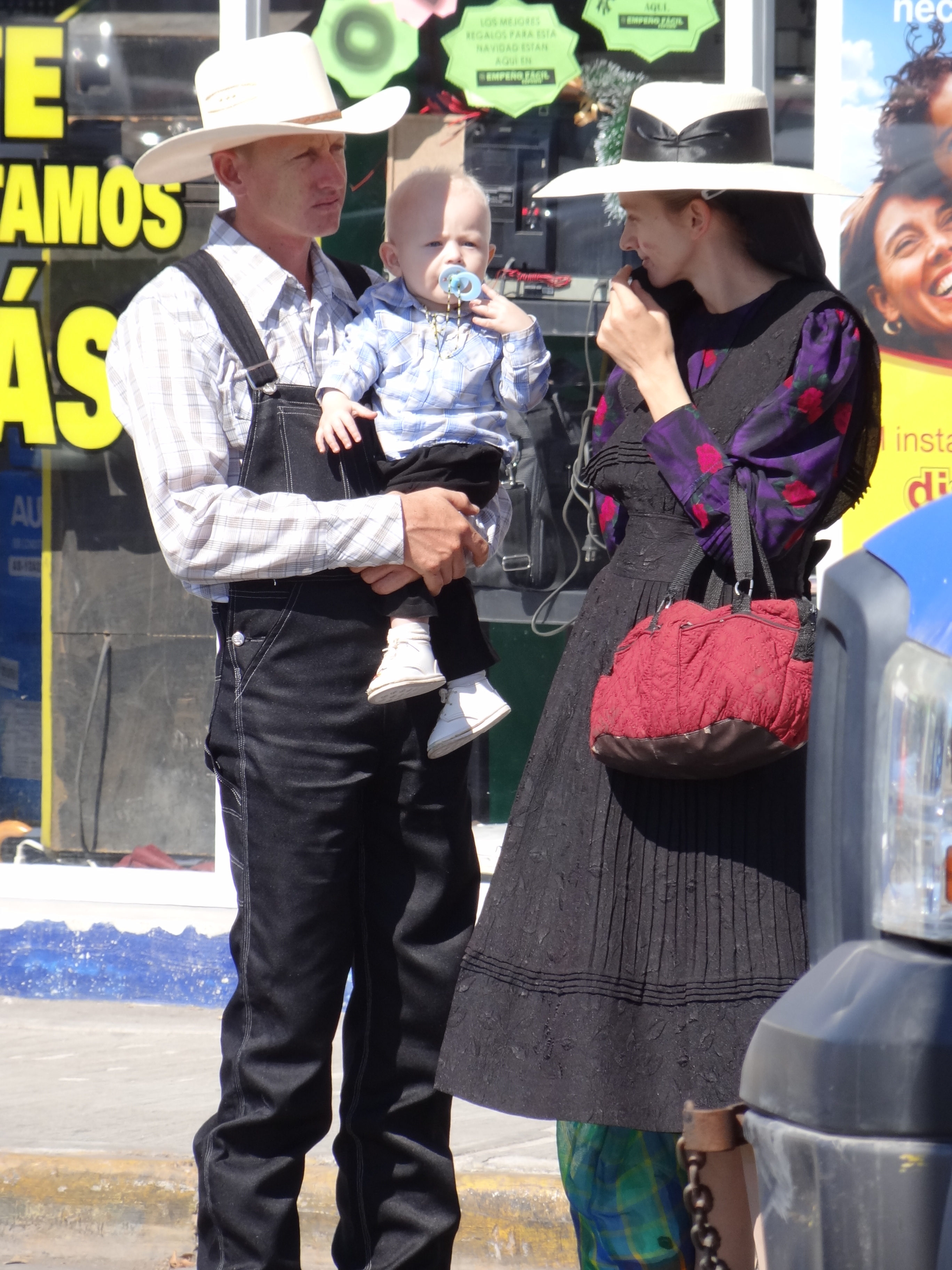
Familie mennonite du Campeche.

Les mennonites ont pour principale activité l'agriculture avec la culture de haricots, de maïs et d'avoine. C'est pourquoi, en s'installant au Mexique, ils ont rapidement construit des fermes et des ateliers d'usage et se sont procuré des véhicules motorisés pour le transport des produits agricoles.
Les mennonites ont suivi les styles architecturaux de Russie et du Canada pour construire leurs bâtiments et ont baptisé les colonies en reprenant les noms utilisés dans ces mêmes pays (à l'image de Rosenort, Steinbach ou encore Schönwiese). La formation des colonies s'est basée sur les traditionnelles structures sociales des mennonites, que ce soit en termes d'éducation, de leurs maisons de prière et des ministres religieux. Ils ont également conservé leurs vêtements sombres caractéristiques ou encore l'habitude d'attribuer des prénoms bibliques aux enfants.

## Statistiques
Plus de 50 000 mennonites résident près de la ville de Cuauhtémoc dans l'État de Chihuahua. L'État de Durango compte 32 communautés mennonites (30 à Nuevo Ideal et 2 à Santiago Papasquiaro). En 2011, les mennonites de l'État de Durango étaient 8 000 contre 6 500 aujourd'hui, principalement installés à Nuevo Ideal. La ville de Nuevo Ideal est située à 124 km de la ville de Durango et constitue un point de passage important pour de nombreux voyageurs et chauffeurs routiers qui ont la possibilité d'acheter le fromage produit par les mennonites.
Ils étaient 100 000 membres en 2012 (dont 33 881 adultes baptisés).
Sur ces 100 000 mennonites, 90 000 vivent dans l'État de Chihuahua et environ 8 000 dans l'État de Durango. Les autres colonies mennonites se trouvent dans les États de Campeche, Tamaulipas, Zacatecas et Quintana Roo.
Selon un recensement publié en 2018 par la Conférence mennonite mondiale, le pays aurait 135 églises mennonites et 34,244 membres baptisés dans diverses confessions .

## Croyances

### Une diversité de courants
Dans l'État de Chihuahua, les mennonites ont tendance à accepter de moderniser leur mode de vie en utilisant des voitures, même si certains d'entre-eux continuent de se déplacer en buggy tiré par un cheval. De la même manière, certains ont appris l'anglais et l'espagnol quand d'autres continuent de s'exprimer en Plautdietsch. Ils cohabitent sans trop de difficultés avec les Mestizos (en) dans les régions montagneuses de l'État et pendant la saison de récolte, ils recrutent un nombre considérable de Tarahumaras des Barrancas del Cobre.
La communauté de Chihuahua est séparée entre les "conservateurs" et les "libéraux". La faction libérale représentant environ 20 % de l'ensemble de la communauté. Ces "libéraux" sont plus ouverts sur le monde extérieur et se marient plus avec des personnes non-issues de la communauté que leurs pairs conservateurs. Il est courant de voir des "libéraux" adopter des enfants Tarahumaras ou Mestizos. Ces enfants grandissent par la suite comme tous les autres mennonites, c'est-à-dire en apprenant le dialecte allemand et en contribuant très tôt aux travaux quotidiens de la communauté.
En 2006, la branche mennonite la plus représentée était celle de l'Alt Kolonier (en) avec 17 200 membres devant les représentants du groupe Kleine Gemeinde (en) (2 150 membres), ceux de la Sommerfelder Mennonitengemeinde (2 043 membres), puis ceux de la Reinländer Gemeinde (1 350 membres) et enfin ceux de la Conférence de la mission évangélique mennonite (en) (97 membres).

### Les mennonites et la drogue
Depuis le début de la guerre de la drogue au Mexique, de nombreuses colonies mennonites subissent la violence provoquée par le trafic de drogue. Elles sont touchées principalement en raison de leur emplacement et de leur bonne santé économique. Les gangs criminels organisés commettent des vols à main armée, des extorsions et des enlèvements dans les colonies mennonites. Pour échapper à la violence, des mennonites ont quitté leur colonie pour migrer dans des États mexicains plus sûrs comme celui de Campeche ou dans d'autres pays comme au Canada en Alberta, au Belize, au Paraguay ou en Bolivie.
Des mennonites ont également été accusés de participer aux différents trafics de drogue. Par exemple, en 2014, Abraham Friesen-Remple était l'un des six mennonites d'une colonie du Nord du pays à avoir été mis en examen et accusé de cacher de la drogue dans le matériel agricole de la communauté.

## Film
Le film Lumière silencieuse de Carlos Reygadas, sorti en 2007, évoque la communauté mennonite du Mexique.